# Station Cressing
Cressing is een spoorwegstation van National Rail in Cressing, Braintree in Engeland. Het station is eigendom van Network Rail en wordt beheerd door Greater Anglia. 